# ドゥアルテ・ディニス
ドゥアルテ・ディニス（Duarte Diniz、1995年11月8日 - ）は、カンペオナト・ポルトガル・デ・ラグビー、グルポ・デシポルトゥ・ディレイトに所属するラグビーユニオン選手。

## プロフィール
- ポルトガルリスボン出身[1]。
- ポジションはフッカー(HO)。
- 身長 188cm、体重 110kg
- U20ポルトガル代表に選ばれたことがある。
- ポルトガル代表キャップは36（2025年2月現在）でラグビーワールドカップ2023のポルトガル代表に選ばれた[2]。

## 略歴
ルシタノスXVを経て、2024年、グルポ・デシポルトゥ・ディレイトに加入